# Program (řízení projektu)
Program je skupina souvisejících projektů, jejichž společné a koordinované řízení přináší výhody ve srovnání s jejich samostatným řízením. Programy mohou zahrnovat další související činnosti, které nejsou součástí projektů zahrnutých do programu. Další zdroje kladou v definici programu důraz na účel sdružování projektů,kterým je dosažení vytyčeného strategického cíle, nebo i více cílů. Program a jeho řízení pak poskytuje prostor pro realizaci strategií a podnikatelských iniciativ.

## Součásti a charakteristiky programu
- Program může obsahovat projekty, komplexní projekty, ale i organizační změny a další činnosti, které nejsou součástí projektů zahrnutých do programu.
- Při definici programu nemusí být známy všechny projekty a součásti, které budou do programu zahrnuty.
- Délka trvání programu je z pohledu plánování střednědobá až dlouhodobá, tedy jde obvykle o několik let.
- Exekuční činnosti se překrývají s plánováním[5]
- Detailnost popisu cílů programu nemusí jít do velké hloubky.
- Plán programu nemusí být podrobný a detailní.
- Vzhledem k dlouhodobosti a úpravám strategií v reakci na okolí patří k charakteristickým vlastnostem programu vysoký podíl změn.

## Příklady programů
Jako příklady velkých programů pro lepší uvedení do problematiky programů lze uvést:
- Program NASA zaměřený na přistání a zkoumání Měsíce v druhé polovině 20. století
- Operační programy Evropské unie
- Operační program vlády ČR - Rybářství 2014-2020, řízený Ministerstvem zemědělství;

Tyto programy demonstrují dobře jednu z vlastností programů, tedy že v době vyhlašování programu nemusí být známy projekty které jsou
následně zařazeny do programu. Posuzování a zařazování projektů a dalších činností do programu je jednou ze součástí řízení programu.

## Řízení programu
Řízení programů přímo navazuje a je vyšším stupněm řízení projektů. Prvky řízení programu jsou součástí vyšších stupňů certifikace projektových manažerů.
Například:
- Národní soustava kvalifikací : Manažer programů a komplexních projektů, kód NSK: 63-008-T
- PMI: Program Management Professional (PgMP)
- IPMA: Certifikovaný projektový senior manažer - IPMA B

### Členění programu
Řízení programu má podobné obvyklé a standardní fáze jako řízení projektu. Patří k nim:
- Příprava
- Zahájení
- Průběh
- Ukončení
- Vyhodnocení

### Struktury a role řízení programu
Kromě standardních rolí patřících k organizaci zahrnutých projektů mívá program navíc i následující role:
- manažer programu
- řídící výbor programu
- sponzor / majitel programu (též ředitel programu)
- controlling programu
- manažeři projektů v týmu programu[5]

### Základní úkoly a aktivity při řízení programu
- Monitorování a podpora zařazených projektů a aktivit
- Činnosti vlastníka projektů které jsou součástí programu[5]
- Posuzování a rozhodování o zařazování nových projektů a aktivit do programu
- Podpora přípravy nových projektů a aktivit které by měly být zahrnuty do programu
- Zajišťování souladu činností programu s daným strategickým cílem (cíli)
- Řízení zainteresovaných stran programu, publicita
- Audity programu, zařazených projektů a dalších aktivit
- Provádění změn na programové úrovni